# Phrynobatrachus werneri
Phrynobatrachus werneri es una especie  de anfibios de la familia Ranidae.

## Distribución geográfica
Se encuentra en Camerún y Nigeria.  